# 温阳
温阳（1988年7月7日—）是一位中国国际象棋棋手。

## 生平
1988年出生于山东济南，毕业于南开大学中文系。2007年，温阳获国际大师（IM）称号。次年，晋升为特级大师（GM）。他代表山东队于2007年、2010年两次夺得中国国际象棋甲级联赛冠军。